# Pseudocrossidium
Pseudocrossidium (deutsch Scheinfransenmoose) ist eine Gattung von Laubmoosen aus der Familie Pottiaceae.

## Merkmale
Die Arten bilden dichte bis lockere, niedrige, oben gelbgrüne bis bräunlichgrüne, innen braune bis rotbraune Rasen oder Polster mit aufrechten, einfachen oder verzweigten, bis 2 Zentimeter großen Einzelpflanzen. Die Stämmchen besitzen in der Regel einen Zentralstrang. Die eiförmigen oder zungenförmigen bis lanzettlichen, scharf zugespitzten, stumpfen oder abgerundeten Blätter sind trocken anliegend und oft gedreht, feucht aufrecht abstehend bis abstehend. Die ganzrandigen oder oben schwach gezähnelten Blattränder sind stark zurückgerollt bis zurückgebogen. Die kräftige und meist als Spitze austretende Blattrippe weist auf der Oberseite (ventral) kurze papillöse, auf der Unterseite (dorsal) verlängerte Zellen auf. Im Querschnitt der Blattrippe zeigt sich eine gut ausgebildete dorsale Stereidengruppe; ventrale Stereiden fehlen oder sind nur wenige vorhanden. Die Blattzellen sind oben rundlich quadratisch und meist dicht papillös, am Blattgrund rechteckig und glatt.
Pseudocrossidium-Arten sind diözisch. Die aufrechte Seta ist 1 bis 2 Zentimeter lang, die Sporenkapsel elliptisch bis zylindrisch, manchmal gekrümmt. Die 16 oder 32 Peristomzähne sind fadenförmig und oft spiralig gewunden. Der Kapseldeckel ist kegelförmig und oft geschnäbelt, die Kalyptra ist kapuzenförmig. Sporen haben eine Größe von 8 bis 12 Mikrometer.

## Verbreitung
Die Gattung ist in Europa, Westasien, Afrika, in Nord- bis Südamerika und in Australien vertreten.

## Systematik und Arten
Pseudocrossidium war (wie beispielsweise auch die Gattung Didymodon) oft Bestandteil der Gattung Barbula. Nach Frey/Fischer/Stech wird sie hier als eigenständige Gattung behandelt. Sie umfasst weltweit 16 Arten. In Deutschland, Österreich und der Schweiz kommen die folgenden drei Arten vor:
- Pseudocrossidium hornschuchianum
- Pseudocrossidium obtusulum
- Pseudocrossidium revolutum